# Tau1 Gruis
Tau1 Gruis (τ1 Gruis, förkortat Tau1 Gru, τ1 Gru) som är stjärnans Bayerbeteckning, är en ensam stjärna belägen i den mellersta delen av stjärnbilden Tranan. Den har en skenbar magnitud på 6,02 och är svagt synlig för blotta ögat där ljusföroreningar ej förekommer. Baserat på parallaxmätning inom Hipparcosuppdraget på ca 30,7 mas, beräknas den befinna sig på ett avstånd på ca 106 ljusår (ca 33 parsek) från solen.

## Egenskaper
Tau1 Gruis är en gul till vit stjärna i huvudserien av spektralklass G0 V. Den har en massa som är ca 1,3 gånger större än solens massa, en radie som är ca 1,7 gånger större än solens och utsänder från dess fotosfär ca 3,4 gånger mera energi än solen vid en effektiv temperatur av ca 6 000 K. På grund av sin ovanliga ljusstyrka misstänker åtminstone en källa att stjärnan kan vara en högutvecklad underjättestjärna.
Tau1 Gruis anses vara 1,4 gånger mer berikad än solen med element tyngre än väte, vilket gör att den har ett stort överskott av järn. Ca-II H-linjen i stjärnans spektrum tyder på att den är inaktiv i kromosfären, vilket skulle göra den signifikant äldre än vad som tidigare beräknats.
År 2002 meddelade ett team av astronomer ledda av Geoffrey Marcy upptäckten av en jätteplanet i bana kring Tau1 Gruis. Radialhastighetsmätningar tyder på att stjärnan har en följeslagare med en massa minst 1,23 gånger Jupiters massa. Planetens omloppsbana ligger inom systemets beboeliga zon under den största delen av dess omlopp runt stjärnan, men vid apsis faller planeten utanför denna zon.